# Distretto di Coishco
Il distretto di Coishco è un distretto del Perù nella provincia di Santa (regione di Ancash) con 14.832 abitanti al censimento 2007.
È stato istituito il 13 dicembre 1988.